# Jarret Eaton
Jarret Eaton (* 24. Juni 1989) ist ein ehemaliger US-amerikanischer Leichtathlet, der sich auf den 110-Meter-Hürdenlauf spezialisiert hat. 2018 wurde er Vizehallenweltmeister über 60 m Hürden und 2022 gewann er bei den Hallenweltmeisterschaften in Belgrad Bronze über 60 m Hürden.

## Sportliche Laufbahn
Jarret Eaton wuchs in der Abington Township in Pennsylvania auf und absolvierte ein Studium an der West Chester University und später an der Syracuse University, an der er einen Abschluss im Hauptfach Public Health erhielt. 2012 wurde er NCAA-Hallenmeister über 60 m Hürden. Erste internationale Erfahrungen sammelte er im Jahr 2016, als er bei den Hallenweltmeisterschaften in Portland in 7,50 s den vierten Platz im 60-Meter-Hürdenlauf belegte. 2018 gewann er bei den Hallenweltmeisterschaften in Birmingham in 7,47 s die Silbermedaille hinter dem Briten Andrew Pozzi und im Jahr darauf kam er bei den Panamerikanischen Spielen in Lima im Finale über 110 m Hürden nicht ins Ziel. Zudem gewann er dort mit der US-amerikanischen 4-mal-100-Meter-Staffel in 38,79 s gemeinsam mit Cravon Gillespie, Bryce Robinson und Mike Rodgers die Bronzemedaille hinter den Teams aus Brasilien und Trinidad und Tobago. 2022 gewann er bei den Hallenweltmeisterschaften in Belgrad in 7,53 s die Bronzemedaille über 60 m Hürden hinter seinem Landsmann Grant Holloway und Pascal Martinot-Lagarde aus Frankreich. Im Juni bestritt er seinen letzten offiziellen Wettkampf und beendete daraufhin seine aktive sportliche Karriere im Alter von 33 Jahren.
In den Jahren 2016 und 2018 wurde Eaton US-amerikanischer Hallenmeister im 60-Meter-Hürdenlauf.

## Persönliche Bestzeiten
- 110 m Hürden: 13,25 s (0,0 m/s), 20. Mai 2016 in Ostrava
  - 60 m Hürden (Halle): 7,43 s, 18. Februar 2018 in Albuquerque